# Lisa Wang
Lisa Wang (Madison, 24 de setembro de 1988) é uma ginasta norte-americana que compete em provas de ginástica rítmica. Em 2007 nos Jogos Pan-americanos do Rio de Janeiro, conquistou a medalha de ouro no individual geral e nas fitas.
Seu clube é o North Shore Rhythmics em Illinois, e sua treinadora é Natasha Klimouk. Seus pais e seu irmão mais novo já se estabeleceram em Nova Jersey, onde vive Wang. Lisa venceu a divisão sênior de ginástica rítmica em 2007 no Challenge em Colorado Springs, com a pontuação de 58,350.